# Invasion of the Body Snatchers (película de 1956)
Invasion of the Body Snatchers (en Argentina, Muertos vivos; en España, La invasión de los ladrones de cuerpos; en México y en Venezuela, La invasión de los usurpadores de cuerpos) es una película estadounidense de 1956 de los géneros de terror y ciencia ficción dirigida por Don Siegel y con Kevin McCarthy, Dana Wynter, King Donovan, Carolyn Jones y Jean Willes como actores principales. Está basada en la novela de Jack Finney The Body Snatchers.
La película, considerada de culto, fue incorporada al archivo National Film Registry de la Biblioteca del Congreso de Estados Unidos. Forma parte del AFI's 10 Top 10 en la categoría de «Películas de ciencia ficción».

## Argumento
La película narra una invasión extraterrestre en la que esporas provenientes del espacio exterior dan origen a unas vainas de las que surgen copias idénticas de seres humanos. La intención de estos extraterrestres es reemplazar a toda la raza humana por copias carentes de cualquier tipo de sentimiento.
La película narra la historia del doctor Miles Bennell, un médico de provincias que regresa al pueblo de Santa Mira tras un congreso médico. Al llegar se encuentra con una situación extraña: algunos de sus pacientes acuden a él asegurando que un pariente cercano (padre, hermano, cónyuge...) no es quien dice ser, que tiene su apariencia y sus recuerdos, pero que carece de sentimientos. Al cabo de uno o dos días ese mismo paciente acude a la consulta asegurando que todo ha vuelto a la normalidad y que no hay nada de qué preocuparse.
En mitad de una cena en un restaurante misteriosamente vacío, Bennel recibe la llamada de un amigo que, sin dar detalles, le pide que acuda a su casa. Al llegar, el amigo y su mujer le muestran un extraño cadáver: un cuerpo con la complexión de un adulto, pero sin rasgos definidos, ni tan siquiera huellas dactilares.
Con una tensión creciente, se descubre que los habitantes del pequeño pueblo de Santa Mira están siendo sustituidos por réplicas que nacen en unas misteriosas vainas, sin procedencia verificable; una invasión implacable e invisible.

## Significado
Estados Unidos utilizaba el concepto de una terrible invasión marciana a la Tierra como una propaganda anticomunista. Así Invasion of the Body Snatchers podría parecer una más de estas películas. Tal vez las vainas no provengan de Marte, pero son malvadas y carecen de sentimientos propios, solo tienen una conciencia colectiva y, cuando intentan convencer al doctor Bennell para que se rinda no hacen sino predicar la bondad de un sistema en el que las diferencias entre individuos serán suprimidas.
Sin embargo, y a diferencia de muchas otras películas similares, Invasion of the Body Snatchers está mucho mejor construida y su invasión silenciosa e invisible es mucho más inquietante que los clásicos platillos volantes y sus armas de rayos: el enemigo (extraterrestre o comunista) permanece oculto, actuando en la sombra y, tal vez, pueda tratarse de alguien muy cercano, quizá un familiar, por lo que hay que desconfiar siempre de todo y de todos y no bajar nunca la guardia.
Por otro lado, también se puede ver en este film de Siegel, una crítica a la paranoia anticomunista y la caza de brujas que se llevó a cabo durante esos años. En este film el invasor es alguien muy cercano, como un vecino. En todo caso, habrá de tenerse en cuenta que el propio Don Siegel dijo haberse sorprendido al oír que su película podía interpretarse de esta forma.

## Premios
Debido a la época en la que fue realizada, la película no ha podido optar a los principales premios de ciencia ficción, mucho más tardíos.
- 1994: Incluida en el Registro Nacional de Películas de Estados Unidos.
- 2000: Selección Chlotrudis: 116.º puesto mejores películas del siglo XX.

## Versiones posteriores
Se han realizado tres remakes posteriores:
- Invasion of the Body Snatchers (película de 1978) (La invasión de los ultracuerpos), versión dirigida por Philip Kaufman.
- Body Snatchers (1993) (Secuestradores de cuerpos), dirigida por Abel Ferrara.
- The Invasion (2007) (Invasión), protagonizada por Nicole Kidman y Daniel Craig.